# Esturjão-branco
O esturjão-beluga ou esturjão-branco (nome científico: Huso huso) é um peixe da família Acipenseridae (esturjões). É natural do mar Negro e do mar Cáspio e seus rios tributários. A espécie está sujeita a intensa pesca nestas zonas para a colheita das suas ovas para a produção de caviar beluga.
Os estoques de caviar beluga de esturjão do Cáspio caíram mais de 90% nos últimos 20 anos (informação obtida em 2001) por causa da destruição dos locais de desova, poluição e o fim das leis rígidas de pesca da era soviética[carece de fontes?].
O Esturjão é um peixe primitivo que provavelmente existe na terra desde a época em que os dinossauros desapareceram[carece de fontes?].

Crescem durante toda a longa vida de mais de 100 anos, alcançando tamanhos extraordinários, mais de 6 metros e meio, e 1.500 kg.